# ナッシュ郡 (ノースカロライナ州)
ナッシュ郡（英: Nash County）は、アメリカ合衆国ノースカロライナ州の中央部に位置する郡である。人口は9万4970人（2020年） 。郡庁所在地はナッシュビルであり、同郡で人口最大の都市はエッジコム郡に跨るロッキーマウントである。
ナッシュ郡はロッキーマウント都市圏に属している。

## 歴史
ナッシュ郡は1777年にエッジコム郡から分離して設立された。郡名は、アメリカ独立戦争のフランシス・ナッシュ准将に因んで名付けられた。ナッシュは1777年のジャーマンタウンの戦いで致命傷を負った。
1855年、ナッシュ郡、エッジコム郡、ジョンストン郡、ウェイン郡のそれぞれ一部を合わせてウィルソン郡が設立された。

## 郡政府
ナッシュ郡は、地域自治体の組織であるアッパー・コースタル・プレーン自治体委員会のメンバーである。

## 地理
アメリカ合衆国国勢調査局に拠れば、郡域全面積は543平方マイル (1,410 km2)であり、このうち陸地540平方マイル (1,400 km2)、水域は2平方マイル (5.2 km2)で水域率は0.45%である。

### 郡区
ナッシュ郡は17の郡区に分割されている。ベイリー、バトルボロ、カスタリア、クーパーズ、ドライウェルズ、フェレルズ、グリフィンズ、ジャクソン、マニングス、ナッシュビル、ノースウィテカーズ、オークレベル、レッドオーク、ロッキーマウント、スプリングホープ、サウスウィテカーズ、ストーニークリークの各郡区である。

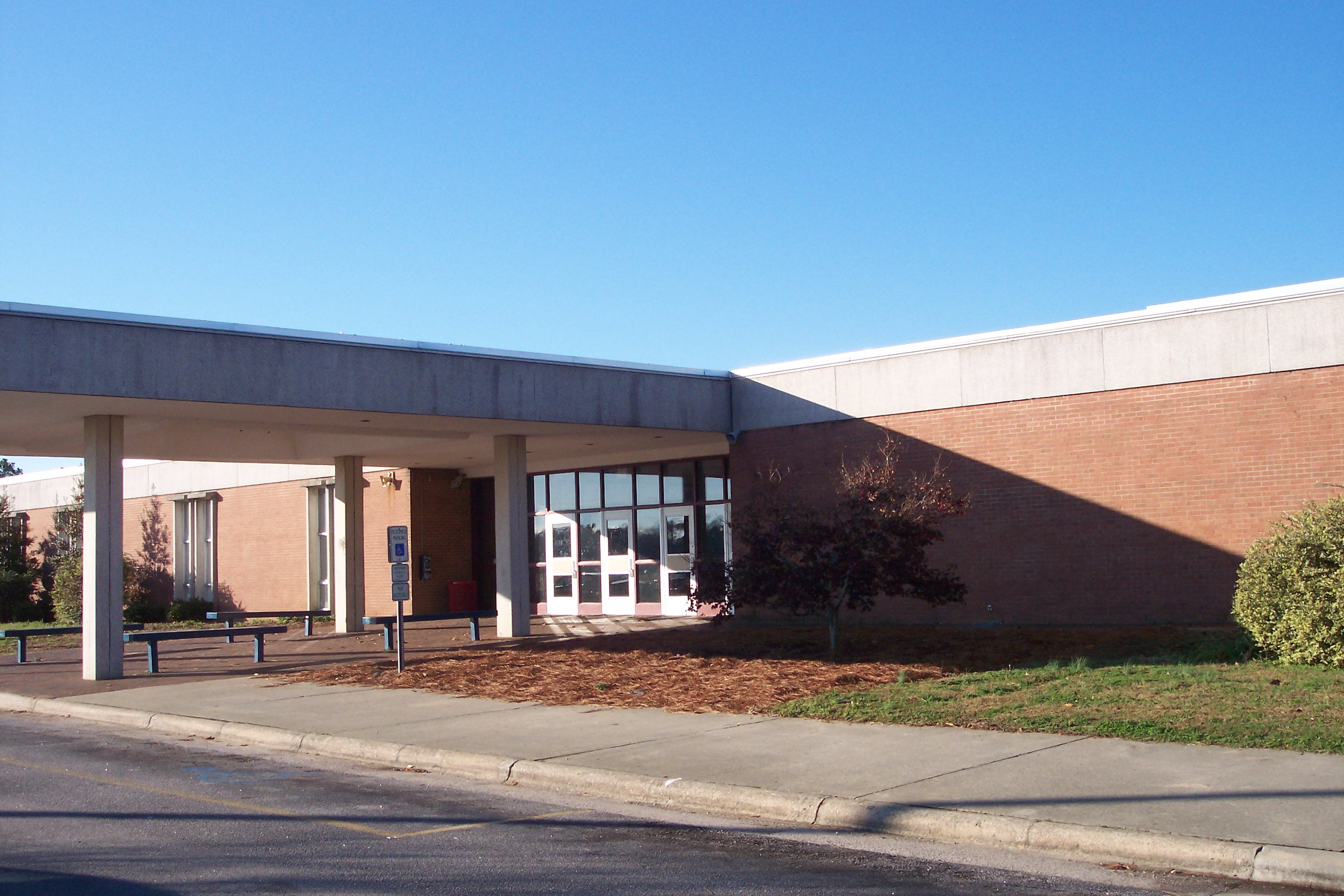
サザンナッシュ高校

### 隣接する郡
- ハリファックス郡 - 北東
- エッジコム郡 - 東
- ウィルソン郡 - 南
- ジョンストン郡 - 南西
- ウェイク郡 - 南西
- フランクリン郡 - 西
- ウォーレン郡 - 北北西

## 人口動態
以下は2000年国勢調査による人口統計データである。
| 基礎データ - 人口: 87,420人 - 世帯数: 33,644 世帯 - 家族数: 23,920 家族 - 人口密度: 62人/km2（162人/mi2） - 住居数: 37,051軒 - 住居密度: 26軒/km2（69軒/mi2） 人種別人口構成 - 白人: 61.94% - アフリカン・アメリカン: 33.93% - ネイティブ・アメリカン: 0.45% - アジア人: 0.57% - 太平洋諸島系: 0.02% - その他の人種: 2.06% - 混血: 1.02% - ヒスパニック・ラテン系: 3.36% | 年齢別人口構成 - 18歳未満: 25.4% - 18-24歳: 8.5% - 25-44歳: 30.1% - 45-64歳: 23.5% - 65歳以上: 12.4% - 年齢の中央値: 36歳 - 性比（女性100人あたり男性の人口） - 総人口: 92.7 - 18歳以上: 89.1 世帯と家族（対世帯数） - 18歳未満の子供がいる: 32.7% - 結婚・同居している夫婦: 52.7% - 未婚・離婚・死別女性が世帯主: 14.5% - 非家族世帯: 28.9% - 単身世帯: 25.0% - 65歳以上の老人1人暮らし: 9.6% - 平均構成人数 - 世帯: 2.54人 - 家族: 3.02人 | 収入と家計 - 収入の中央値 - 世帯: 37,147米ドル - 家族: 44,769米ドル - 性別 - 男性: 32,459米ドル - 女性: 24,438米ドル - 人口1人あたり収入: 18,863米ドル - 貧困線以下 - 対人口: 13.4% - 対家族数: 10.3% - 18歳未満: 17.8% - 65歳以上: 15.2% |

## 都市と町

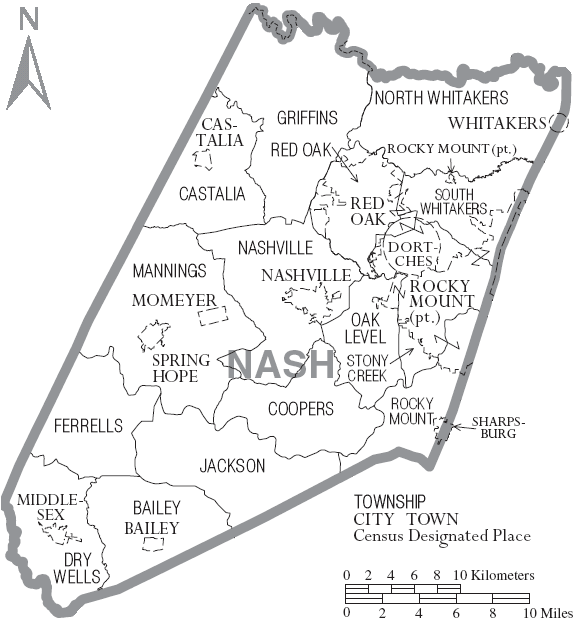
ナッシュ郡の自治体と郡区

| - ベイリー - カスタリア - ドーチェス - ミドルセックス - モメイア | - ナッシュビル - 郡庁所在地 - レッドオーク - ロッキーマウント - スプリングホープ - ウィテカーズ |